# Marko Gobeljić
Marko Gobeljić (en serbe en écriture cyrillique : Марко Гобељић), né le 13 septembre 1992 à Kraljevo en Yougoslavie (auj. en Serbie), est un footballeur international serbe. Il évolue à l'AE Kephissia au poste d'arrière droit.

## Biographie
Il joue son premier match en équipe de Serbie le 29 janvier 2017, en amical contre les États-Unis (nul 0-0 à San Diego).

## Palmarès
Étoile rouge de Belgrade
- Champion de Serbie en 2018, 2019, 2020 et 2021.
- Vainqueur de la Coupe de Serbie en 2021.